# Drwalnik paskowany
Drwalnik paskowany (Trypodendron lineatum) – gatunek owada z rzędu chrząszczy.
Rójka
Przebiega w zależności od warunków atmosferycznych i wysokości nad poziomem morza, od połowy marca do maja (niekiedy do połowy czerwca). Generacja siostrzana roi się na przełomie czerwca i lipca (niekiedy do sierpnia).
Wygląd
Larwa beznoga (jak u wszystkich kornikowatych), łukowato zgięta, o wielkości 4 mm, barwy białej, z jasno-brunatną głową. Poczwarka typu wolnego, barwy kremowej, kolebka poczwarkowa głęboko w drewnie. Imago długości 2,5-4 mm. Chrząszcz walcowaty, krępy. Przedplecze i pokrywy dwubarwne, płowobrunatne, płowoczarne lub brązowo czarne. Oczy podzielone są na dwa trójkąty. Punkty na pokrywach w dość regularnych rzędach. Dymorfizm płciowy widoczny w kształcie przedplecza. U samca przedplecze jest w zarysie prostokątne, u samicy owalne. U samca czoło jest wklęsłe, u samicy wypukłe.
Występowanie
Lasy iglaste Palearktyki i Ameryki Północnej. Jest najpospolitszym szkodnikiem technicznym drewna iglastego w całej Polsce.
Pokarm
Atakuje świerk, sosnę rzadziej modrzewia i inne iglaste. Właściwym pokarmem zarówno chrząszczy jak i larw jest rozwijająca się w drewnie symbiotyczna grzybnia abrozyjnego grzyba Monilia candida Neg. Zarodniki grzyba są wnoszone do żerowiska przez samicę.
Znaczenie
Drwalnik paskowany w czasie gradacji zasiedla nie tylko drewno w korze, ale i drewno świeżo okorowane, czasem nawet przetarte – na składnicach. Powoduje obniżenie wartości drewna poprzez łatwe rozprzestrzenianie się sinizny.